# Revolta dos Muridines
A Revolta dos Muridines foi uma insurreição de pendor religioso que se deu em 1144 no Algarbe Alandalus. O místico sufi ibne Cassi encetou uma rebelião contra a autoridade dos almorávidas, que por então governavam o Alandalus.
A Revolta dos Muridines deu-se numa época de avanço dos reinos cristãos na península Ibérica e gradual erosão do poder muçulmano. Em 1139 dera-se a Batalha de Ourique e D. Afonso Henriques ameaçava directamente o Algarbe Alandalus, ao passo que o rei Afonso VII de Leão ameaçava o centro da península.
Ibne Cassi era um milenarista e radical antialmorávida, que trocou uma vida de luxo pela de um asceta, cujos escritos exibem fortes tendências esoteristas Ismaelistas. É provável que a sua revolta se tenha dado devido a uma complexa mistura de teologia almóada, reivindicações messiânicas, uma ideia espiritualista do Islão e não só a perturbadora riqueza dos ulemás como o rigorismo pedante dos juristas islâmicos maliquistas, favorecidos pelos almorávidas. Com a ajuda de ibne Alcabila e 70 muridines, ibne Cassi conquistou Mértola em 1144. Com a ajuda do governador de Évora Sidrai ibne Uazir e de Maomé ibne Almundir, ibne Cassiapoderou-se de Silves, Évora, Beja, Huelva, Niebla e organizou dois ataques contra Sevilha e Córdoba, estes fracassados.
Os muridines dividiram-se em 1145. Ibne Cassi apelou por protecção a D. Afonso Henriques, que transpôs o Tejo à cabeça das suas tropas para reunir-se com ibne Cassi e juntos devastaram os territórios de Beja e Mérida mas foram a breve trecho obrigados a retirar-se pelas tropas dos alcaides Sidrai ibne Uazir e Almundir. Isolados do resto do Andaluz devido à revolta que se sucedia no Algarbe, após a devastação causada pelos portugueses em Beja e Mérida os habitantes de Santarém, Lisboa e outros lugares de menor dimensão pediram tréguas a D. Afonso Henriques. O rei português aceitou para tratar de questões internas.
Partido Afonso Henriques com as suas tropas, ibne Uazir derrotou ibne Cassi. Este logrou fugir para Marrocos e juntou-se aos almóadas, que depois conquistaram o Algarbe Alandalus e o colocaram a governar Silves.
A revolta dos muridines enfraqueceu em grande medida os almorávidas, indirectamente ajudando os cristãos.